# Línguas semíticas centro-meridionais
As línguas semíticas centro-meridionais, também conhecidas como línguas arábicas, são uma família linguística pertencente ao grupo central das línguas semíticas.
As línguas que formam a família são:
- árabe (ISO 639-3[1]), incluindo:
  - Variedades do árabe coloquial
  - Árabe clássico e Padrão
  - As diversas línguas judeo-árabes
  - Maltês
- Árabe setentrional antigo ou arcaico (ISO 639-3 xna), grupo que reúne os diversos dialetos muito próximos entre si da Arábia pré-islâmica, que incluem:
  - Safaítico
  - Dedanítico/Lianítico
  - Tamudeno
  - Hassaítico

O SIL Ethnologue agrupa o cananeu e o árabe no grupo das línguas semíticas centro-meridionais, que forma, juntamente com o aramaico, o ramo semítico central, porém outra classificação comumente utilizada classifica o aramaico e o cananeu com as línguas semíticas do noroeste.